# Bahnhof Kassel-Niederzwehren
Der Bahnhof Kassel-Niederzwehren ist ein Bahnhof im Stadtteil Niederzwehren der nordhessischen Stadt Kassel, der seit 1985 nur noch als Güterbahnhof (Anschlussbahnhof) sowie als Haltepunkt der Linien 5 und 6 der Kasseler Straßenbahn dient. Der Bahnhof verfügt über drei durchgehende und elektrifizierte Gleise, die vom Relaisstellwerk in Kassel-Wilhelmshöhe ferngesteuert werden.

## Geschichte
Der Bahnhof Niederzwehren wurde im Zuge des am 15. März 1880 erfolgten Anschlusses der Lossetalbahn an den Hauptbahnhof Kassel als Haltepunkt im Personenverkehr eröffnet. Der Bahnhof war mit Bahnhofs-Namensschild und Fahrplan-Aushang minimal ausgestattet, ein Empfangsgebäude oder Wetterschutzhäuschen gab es dort nie. Der Personenverkehr auf dieser Strecke wurde am 31. Mai 1985 eingestellt, der Zugang zum Inselbahnsteig zugemauert.
Neben seiner Funktion als Personenverkehrs-Haltepunkt der Lossetalbahn hatte der Bahnhof Niederzwehren einige Bedeutung als Anschlussbahnhof für den Güterverkehr und wird dafür bis in die Gegenwart genutzt. Über Anschlussgleise wurden die von 1897 bis 1967 bestehende Waggonfabrik Gebrüder Credé, das Holzhandel-Unternehmen W. & L. Jordan GmbH sowie zwei Schrotthändler und das von 1955 bis 1988 betriebene Kraftwerk Kassel erschlossen. Außerdem erfolgten über den Bahnhof Niederzwehren die Kraftstofflieferungen für die in der damaligen Graf-Haeseler-Kaserne in Kassel-Niederzwehren bis 1994 stationierten Bundeswehreinheiten.

## Heutiger Betrieb
Bis heute erhalten ist der Anschluss zum jetzigen Heizkraftwerk Kassel, das über eine Anschlussbahn angebunden ist, die am östlichen Bahnhofsende in südlicher Richtung abzweigt. Für das Heizkraftwerk wird Braunkohle in Selbstentladewagen angeliefert, die gegenwärtig als Ganzzüge von DB Schenker bis ins Kraftwerksgelände zugestellt werden. Früher wurden die Wagen in Niederzwehren von Werkloks des Kraftwerks übernommen.
Der Bahnhof Kassel-Niederzwehren ist mittlerweile Teil des Stammsitzes des Kasseler Traditionsunternehmens W. & L. Jordan GmbH, welches bundesweit führender Bodenbelag-Großhändler ist.